# Anne-Karin Glase
Anne-Karin Glase, née le 24 juillet 1954 à Neuruppin, est une femme politique allemande.
Membre de l'Union chrétienne-démocrate d'Allemagne, elle siège à la Chambre du peuple d'Allemagne de l'Est en 1990 et au Parlement européen de 1994 à 2004. 